# Sahibganj (distrikt)
Sahibganj är ett distrikt i Indien.   Det ligger i delstaten Jharkhand, i den östra delen av landet, 1 100 km öster om huvudstaden New Delhi. Antalet invånare är 1 150 567.
Följande samhällen finns i Sahibganj:
- Sahibganj
- Barharwā